# Lepus starcki
Lepus starcki este o specie de mamifere de mărime medie din familia iepurilor, Leporidae. Blana sa dorsală are fire de păr cu porțiuni gri și are o nuanță de maro-galben alb cu pete și dungi negre, în timp ce blana burții sale este pufoasă și este de culoare albă-pură. Este endemică în regiunile muntoase ale Etiopiei⁠(en)[traduceți] din regiunea Afromontane din provinciile Shoa, Bale și Arsi ale Etiopiei. Este erbivoră, hrănindu-se în principal cu graminee dintr-un anumit tip de terenuri umede⁠(en)[traduceți]. Uniunea Internațională pentru Conservarea Naturii a clasificat această specie ca fiind neamenințată cu dispariția.

## Taxonomie
Lepus starcki a fost descrisă pentru prima oară de zoologul francez Francis Petter în anul 1963. A fost inițial descrisă ca o subspecie a iepurelui Capului (Lepus capensis) dar mai târziu, în 1983, Renate Angermann i-a acordat statutul de specie. În 1987, Maria Luisa Azzaroli-Puccetti a listat-o și ea ca specie separată, deși a sugerat că ar fi o formă primitivă a iepurelui de câmp (Lepus europaeus) fiind strâns înrudită de aceasta, pe baza asemănărilor dintre craniile lor. A menționat că după o perioadă interglacială, retragerea ghețarilor s-ar putea să fi izolat populațiile de iepure de câmp pe platoul etiopian, care au evoluat ca subspecii diferite. Prin urmare, numele științific pe care l-a sugerat a fost L. europaeus starcki.
În 2005, R.S. Hoffmann și A.T. Smith, urmându-l pe Angermann, au listat Lepus starcki ca specie separată. Nu există subspecii recunoscute ale acestei specii.

## Descriere
Lepus starcki este un iepure propriu-zis de mărime medie, măsurând 46–60 cm în lungime și cântărind 2–3,5 kg. Craniul are lungimea de 7,7–9,3 cm, iar capul are pete roșcate, asemănătoare spatelui, cu bărbie albicioasă, ceafă roșcată și buze nuanțate de scorțișoriu. Câțiva indivizi au un inel alb în jurul ochiului. Urechile sale au mărime medie, măsurând 10–11,5 cm în lungime, porțiunea de sus a lor fiind neagră, cu partea exterioară având fire de păr marginale de culoare albă la marginea exterioară, iar partea interioară având fire de păr marginale de culoare albicioasă sau de o nuanță de maro-galben la marginea interioară, exceptând vârful. La câțiva iepuri, culoarea neagră de la porțiunea de sus se extinde de-a lungul marginii interioare a părții interioare și de-a lungul marginii exterioare a părții exterioare, ajungând până la baza urechii. Blana sa dorsală are fire de păr cu porțiuni gri și are o nuanță de maro-galben alb cu pete și dungi negre. Firele de păr de pe partea dorsală au 20–25 mm în lungime și au baze cenușii-albicioase, cu benzi sub-terminale largi și negre, cu benzi terminale albe și vârfuri negre. Blana de pe partea ventrală este pufoasă și este de culoare albă-pură. Coastele au fire de păr gri-pale la bază, cu bandă sub-terminală de o nuanță de maro-galben sau de culoare albicioasă și cu vârfuri negre sau albe. Părțile de jos ale coastelor sunt roșiatice-scorțișorii, cu fire de păr albe având vârf negru. Părțile inferioare sunt albe, iar crupa este cenușie. Porțiunea nucală este de culoare scorțișorie-deschisă sau maro-roșiatică și nu se extinde până la părțile laterale ale gâtului. Părul lânos este des și de culoare cenușie sau albă-cenușie. Are o coadă de dimensiune medie, de 7–12 cm, care este complet albă la iepurii care se găsesc în Provincia Shoa și albă cu o dungă neagră în mijlocul părții dorsale la cei care se găsesc în Munții Bale. Tălpile sunt dens căptușite cu fire de păr maro. Membrele anterioare sunt lungi, de culoare scorțișorie-pală. Labele picioarelor din spate măsoară 8,8–12 cm în lungime și sunt de o nuanță de maro-galben scorțișoriu deasupra și maro mediu dedesubt. Incisivii principali au șanțuri adânci.
Lepus starcki este asemănătoare cu Lepus habessinicus, a cărei bană dorsală este gri-argintie cu porțiuni gri și care are o margine neagră și îngustă la vârful urechilor. Este similară și cu Lepus victoriae, a cărei blană dorsală maro are porțiuni negre și ale cărei urechi au mai puțin negru la vârf. Lepus victoriae are porțiunea nucală de culoare portocalie-maronie până la portocalie și nu s-a observat să se găsească în platoul etiopian.

## Răspândire și habitat
Lepus starcki este endemică în centrul regiunilor muntoase ale Etiopiei⁠(en)[traduceți], găsindu-se în regiunea Afromontane a Etiopiei. Se găsește în partea din centru a platoului din Provincia Shoa, și în munții din provinciile Bale și Arsi cu excepția Văii Marelui Rift care desparte cele două provincii. Răspândirea completă a acestei specii de iepuri, potrivit lui Angermann, cade între latitudinile 6° 50' N și 9° 35' N și între longitudinile 38° E și puțin înspre est la 40° E.
Există foare puține informații despre habitatul și ecologia speciei Lepus starcki, dar este cunoscut faptul că locuiește în zone restricționate montane; într-un anumit tip de terenuri umede⁠(en)[traduceți] sau pe pajiști, în regiuni deschise situate la altitudini înalte care sunt aflate în răspândirea sa. Se găsește la altitudinea de 2.500–4.000 m pornind de la nivelul mării.
Lepus starcki este simpatrică într-o parte din arealul său cu Lepus habessinicus. În pajiști afro-alpine ale Platoului Sanetti, densitatea populației sale este evaluată la 0,3 indivizi pe fiecare hectar, în tufării de Helichrysum ale Muntelui Tullu Deemtu (Bale) la 0,2 indivizi pe fiecare hectar, iar în anumite pajiști (din Bale) la 0,17 indivizi pe fiecare hectar.

## Comportament și ecologie
Lepus starcki este erbivoră, hrănindu-se în principal cu graminee dintr-un anumit tip de terenuri umede⁠(en)[traduceți], precum cele din genurile Agrostis, Eleusine, Festuca, Pennisetum și Poa. Având în vedere altitudinile la care trăiesc acești iepuri, este de așteptat să se reproducă în sezoanele uscate. Femela naște un singur pui într-un sezon de reproducere. Nu au fost înregistrate multe despre reproducerea și comportamentul său.
Lepus starcki este vânată de lupul abisinian (Canis simensis) și din punct de vedere statistic formează numeric 1,6 % din dieta sa sau 11,6 % după greutate. Acvila de savană (Aquila rapax) este de asemenea un prădător cunoscut al speciei Lepus starcki.

## Stare de conservare
Începând cu anul 1996, Uniunea Internațională pentru Conservarea Naturii a consideră specia Lepus starcki ca fiind neamenințată cu dispariția. Asta pentru că deși în Etiopia are un areal restricționat, este crezut că este o specie abundentă înăuntrul arealului său. Este înregistrată ca „destul de abundentă și reprezentată suficient în ariile protejate existente.” Nu se știe dacă populația sa este în creștere sau în scădere, dar în 1990, starea sa a fost raportată ca fiind „relativ numeroasă” de John E.C. Flux și Angermann. Numărul de indivizi al populației este raportat ca fluctuând. Se găsește în aria protejată a Munților Bale. Nu există amenințări cunoscute pentru această specie.